# Karlovšek
Karlovšek je priimek v Sloveniji, ki ga je po podatkih Statističnega urada Republike Slovenije na dan 1. januarja 2010 uporabljalo 72 oseb.

## Znani nosilci priimka
- Boris Karlovšek, pisatelj, biograf Leona Štuklja
- Igor Karlovšek (*1958), odvetnik, pisatelj in scenarist
- Josip Karlovšek (1867—1950), odvetnik, starosta celjskega Sokola
- Jože Karlovšek (1900—1963), slovenski stavbenik, narodopisec in likovnik
- Marko Karlovšek (*1947), biokemik
- Matjaž Karlovšek, arhitekt
- Marta Karlovšek Debelak, prostorska planerka
- Mira Karlovšek (1875—1957), amaterska gledališka igralka v Celju